# Като Савао
Ка́то Сава́о (яп. 加藤 沢男, 11 жовтня 1946) — японський гімнаст, восьмиразовий олімпійський чемпіон. Крім восьми золотих медалей, завойованих на трьох Олімпіадах, Като Савао виграв ще 3 срібних та одну бронзову медаль. Чемпіон світу в командних змаганнях 1970 та 1974 рр.

## Біографія
Като народився у префектурі Нііґата і навчався в Токійському університеті Цукуба. Вперше він виступив на Олімпійських іграх в Мехіко у складі японської збірної, яка домінувала в той час на міжнародній арені. Японська команда з легкістю виграла золоті медалі, а Като, найсильніший у команді, переміг в абсолютній першості. Крім того він виграв золоті медалі у вільних вправах і став третім на кільцях.
Через чотири роки, коли Олімпійські ігри проходили у Мюнхені, він знову переміг в абсолютній першості. На подіумі він стояв у оточенні двох співвітчизників, що вказувало на значну перевагу в командних змаганнях. Като додатково здобув перемогу у вправах на паралельних брусах, задовільшившись сріблом на коні та поперечині.
Като спробував здобути третю золоту медаль в абсолютній першості на монреальській Олімпіаді 1976 року, але поступився радянському гімнасту Андріанову. Цього разу командні змагання проходили в надзвичайно напруженій боротьбі, але Японія все ж зуміла випередити Радянський Союз на 0,4 бала, що дало японцям п'яту поспіль перемогу на Олімпіадах. Като завершив свою олімпійську кар'єру, зберігши свій титул на паралельних брусах.
Като один із одинадцяти спортсменів, які виграли 8 або більше олімпійських золотих медалей, найуспішніший із усіх гімнастів-олімпійців, найкращий олімпієць Японії. Його ім'я було внесене до Міжнародної зали гімнастичної слави в 2004 році.
В наш час Като викладає в університеті Цукуба.